# Slavko Ziherl
Slavko Ziherl (* 23. September 1945 in Ljubljana, Jugoslawien; † 21. Januar 2012 Ljubljana, Slowenien) war ein slowenischer Psychiater und Politiker.
Er studierte an der Medizinischen Fakultät der Universität Ljubljana, spezialisierte sich auf Neuropsychologie, promovierte und absolvierte mehrere Auslandsaufenthalte. Von 1978 bis 1990 leitete er das Zentrum für Alkoholiker der Universitätsnervenklinik Ljubljana. Er war Leiter der Ambulanz für die Heilung von sexuellen Störungen sowie zeitweise Direktor der Psychiatrischen Klinik Ljubljana. Seit 1997 lehrte er an der Medizinischen Fakultät der Universität Ljubljana, zusätzlich unterrichtete er Gerichtliche Psychopathologie an der dortigen Juristischen Fakultät.
Er war Mitglied der Liberaldemokratie Sloweniens, gehörte deren Parteivorstand an und vertrat die Partei im Stadtrat von Ljubljana.